# Forez (pasmo górskie)
Forez (Monts du Forez) – pasmo górskie w Masywie Centralnym, we Francji, położone między rzekami Allier i Loarą. Najwyższy szczyt to Pierre-sur-Haute (1634 m n.p.m.).